# Chisagüés
Chisagüés ist ein spanischer Ort in den Pyrenäen in der Provinz Huesca der Autonomen Gemeinschaft Aragonien. Der Ort gehört zur Gemeinde Bielsa. Chisagüés hatte im Jahr 2015 19 Einwohner.

## Geografie
Chisagüés liegt im Valle de Chisagüés, am östlichen Ufer des Río Real.

## Sehenswürdigkeiten

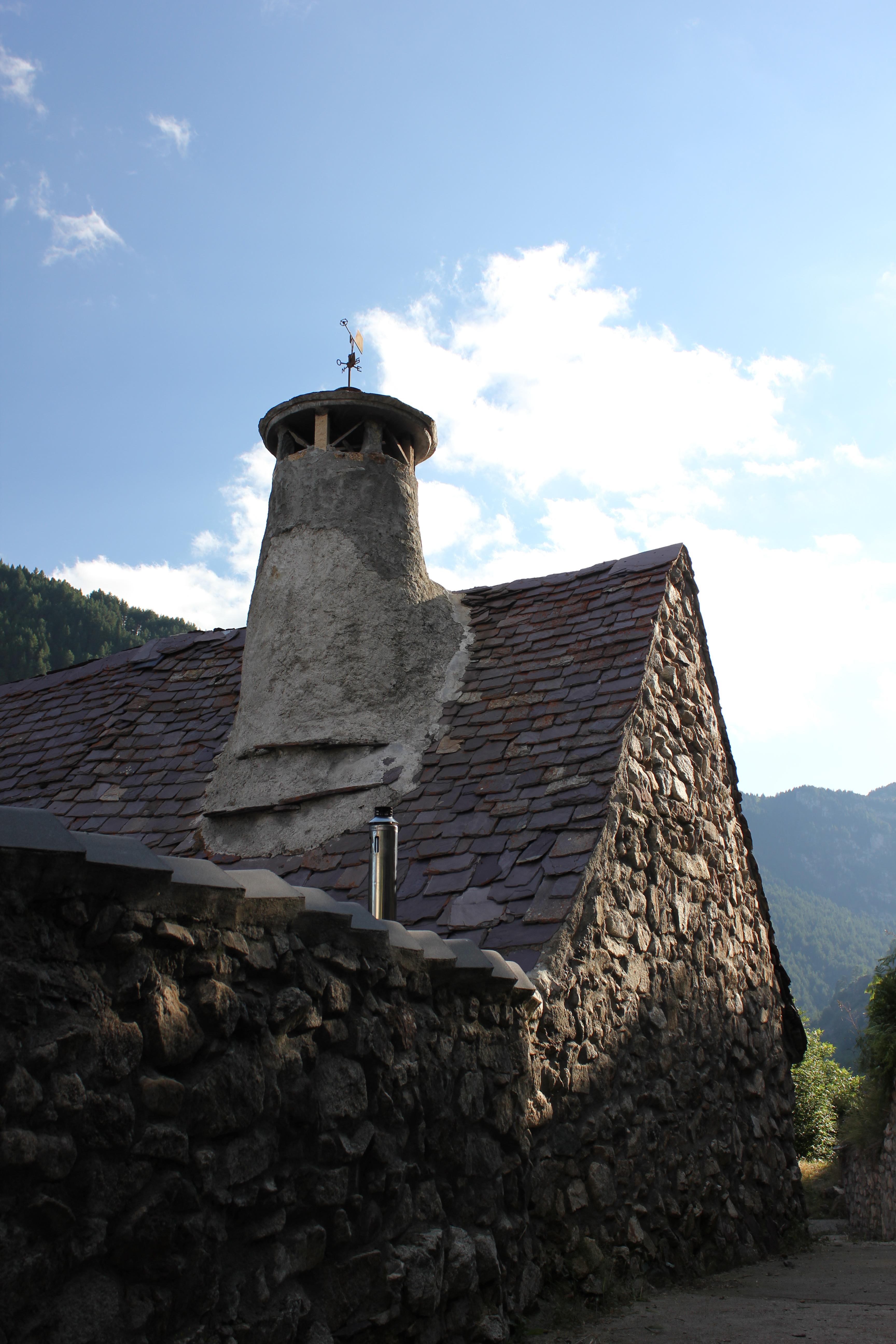
Wohnhaus

- Typische Wohnhäuser der Region